# شاتو-سلین
شت-سلین (به فرانسوی: Château-Salins) یک کمون در کشور فرانسه است که در canton of Château-Salins واقع شده‌است.

## خصوصیات
شت-سلین ۱۰٫۷۶ کیلومترمربع مساحت و ۲٬۴۷۰ نفر جمعیت دارد.

## خواهرخوانده
شهر Kraśnik خواهرخواندهٔ شت-سلین هست.